# Joos van Cleve

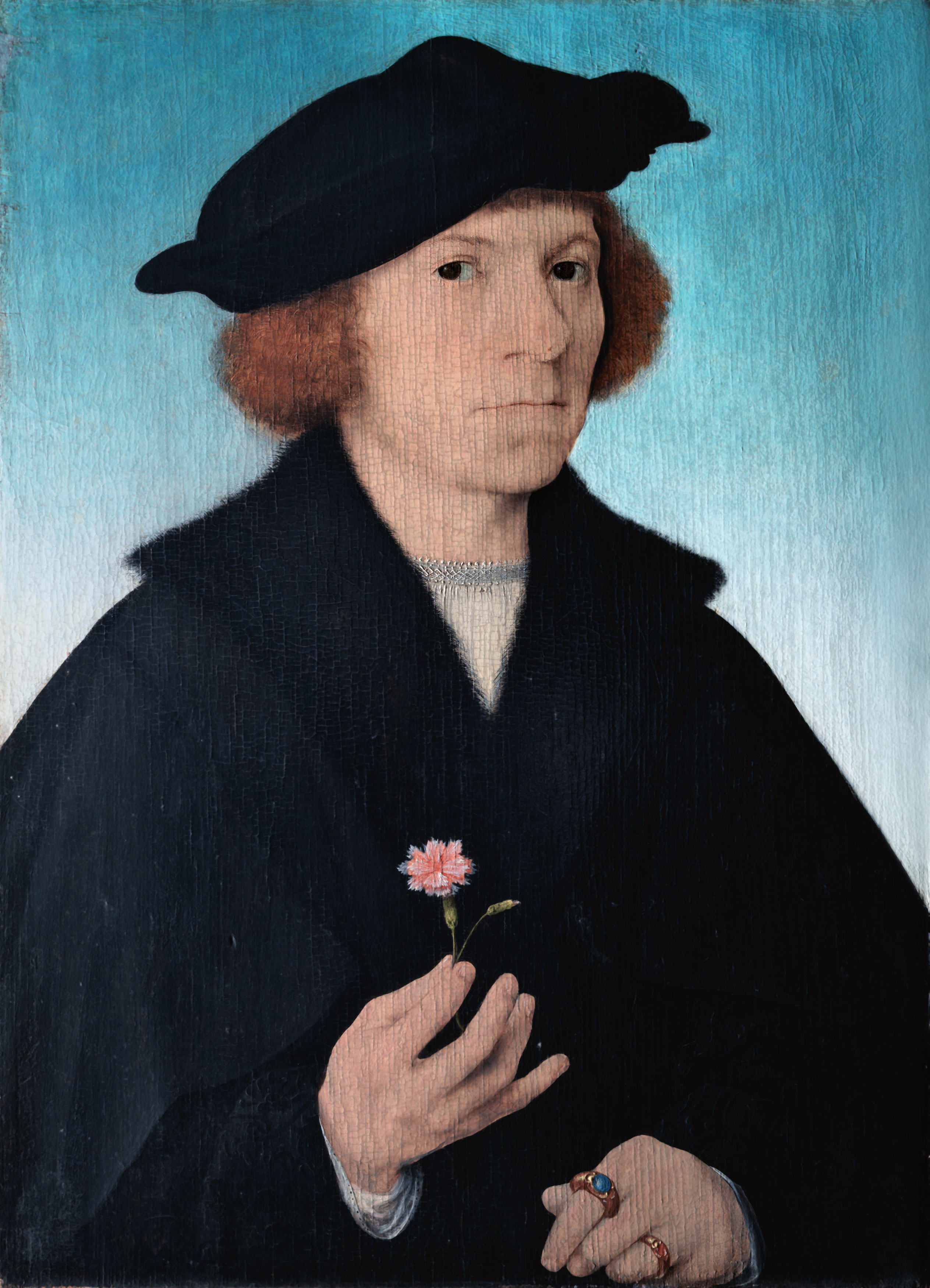
Autorretrato, h. 1519, óleo sobre tabla, 38 x 27 cm, Madrid, Museo Thyssen-Bornemisza).

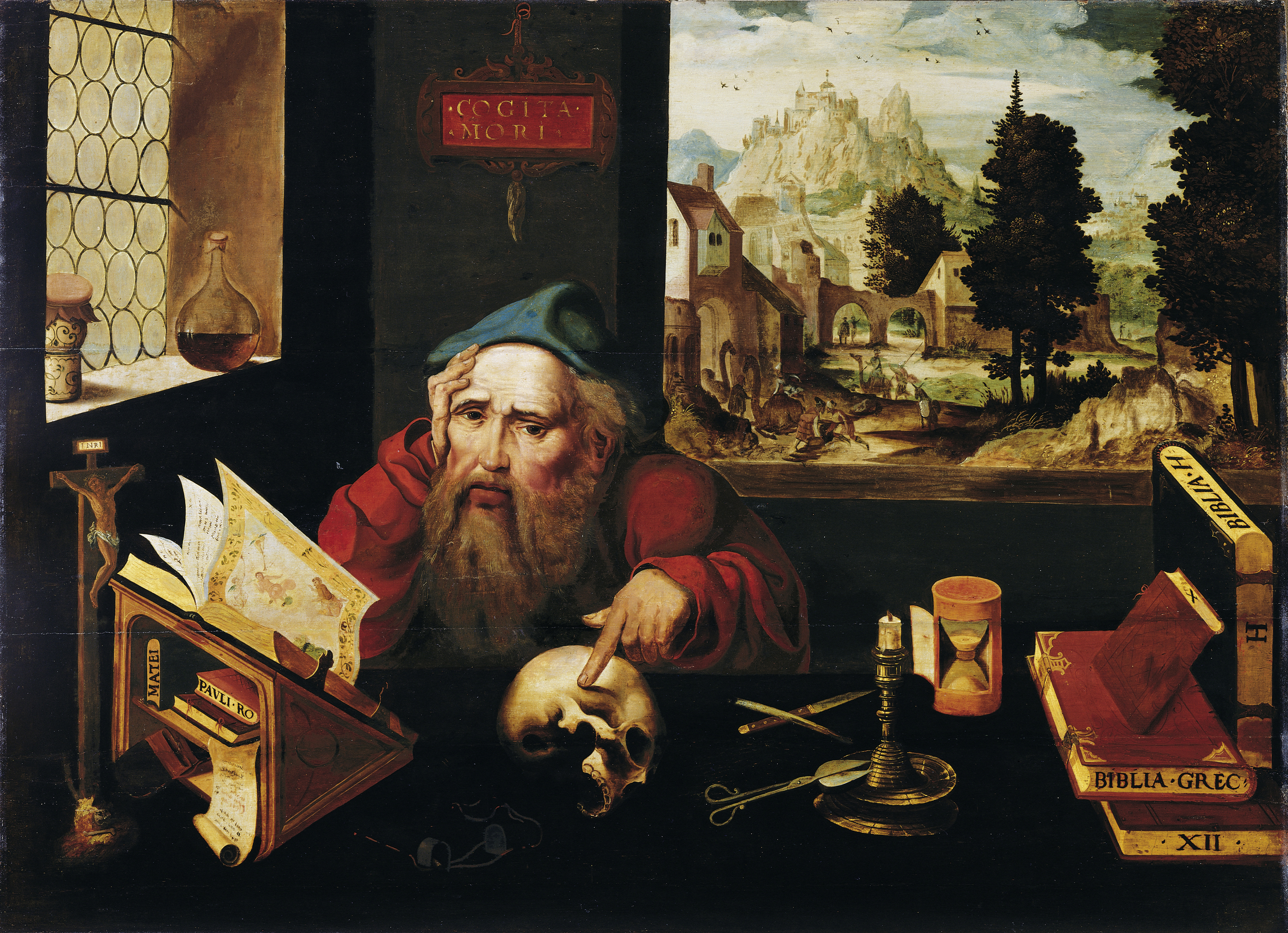
San Jerónimo en meditación, óleo sobre tabla (76,7 x 105,4 cm), Düsseldorf, Museo Kunst Palast.

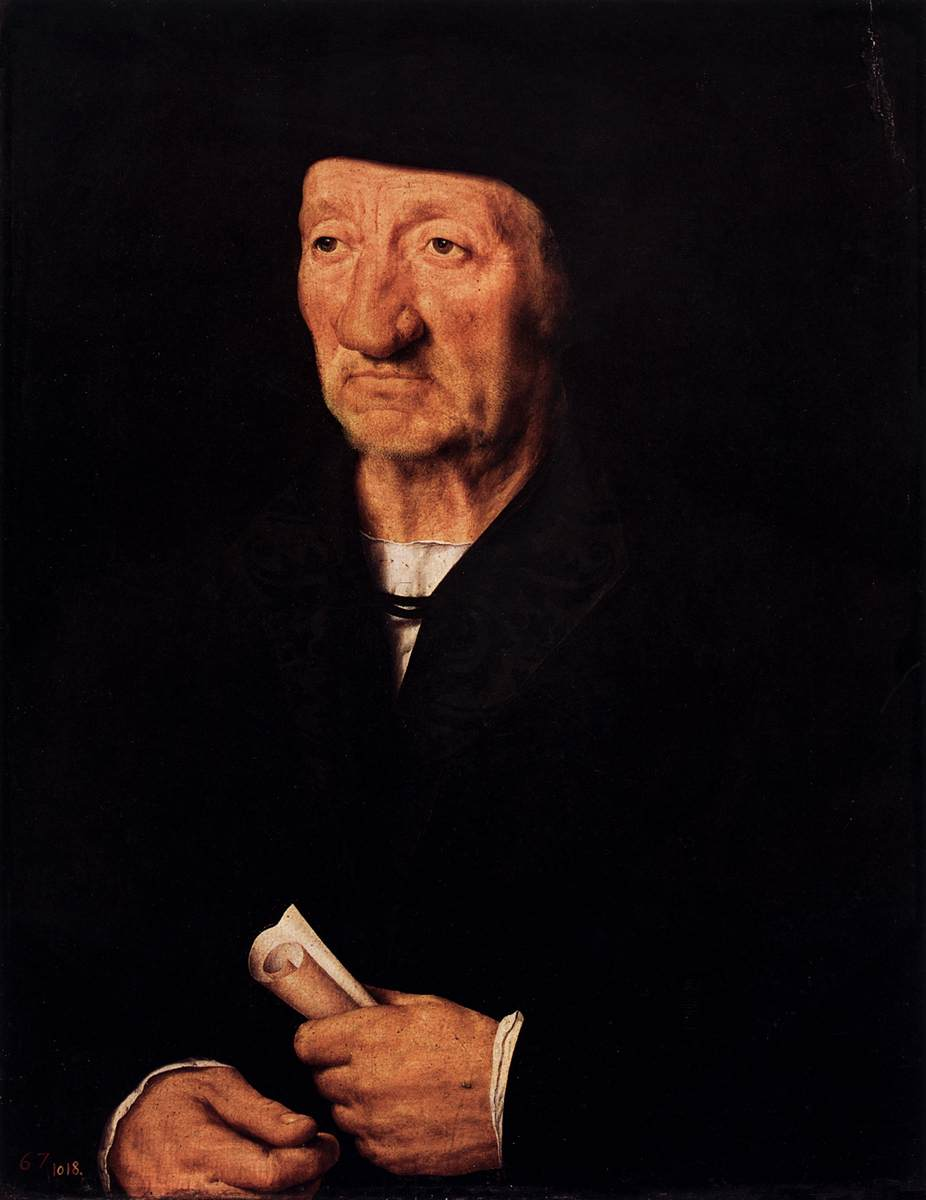
Retrato de anciano, óleo sobre tabla, 62 x 47 cm, Madrid, Museo del Prado.

Joos van Cleve (¿Cléveris?, c. 1485-Amberes, 1540 o 1541), también llamado Joos van Cleef, Joos van der Beke y Maestro de la Muerte de la Virgen, fue un pintor flamenco del Renacimiento en los países nórdicos.

## Biografía y obra
Miembro al parecer de una familia de artistas, pues el apellido Cleef se repite entre los pintores de Amberes, es poco lo que se conoce de su vida y de su carrera artística. Podría haber nacido en Cléveris (Cleve en alemán, Kleef en neerlandés), actualmente ciudad alemana pero en el siglo XVI en el ducado de Cleves, integrado política y culturalmente en los Países Bajos. 
Debió de formarse con Jan Joest, con quien colaboró en las puertas del retablo de la iglesia de San Nicolás de Kalkar, en el Bajo Rin. De allí es posible que pasase a Brujas antes de instalarse en Amberes, donde figura inscrito en la guilda o gremio de San Lucas en 1511 y consta documentalmente que contó con algunos discípulos. En 1520 fue elegido decano de la guilda junto con Jan Wellens de Cock. 
Se dedicó al retrato y a la pintura religiosa, en ocasiones repitiendo sus composiciones de figuras abigarradas, fondos de arquitecturas renacentistas y venta fácil. La Muerte de la Virgen del Wallraf-Richartz Museum de Colonia, fechada en su marco en 1515 y firmada con monograma en una de las vidrieras que aparecen en la escena, sirvió de punto de partida para el reconocimiento de su estilo inicial y atribuirle así las obras que hasta entonces se habían venido asignando al Maestro de la Muerte de la Virgen. 
A partir de 1524, con La lamentación del Städelsches Kunstinstitut de Fráncfort, se advierte un giro en su pintura hacia modelos italianos, aunque no existe constancia documental de ningún viaje a aquel país. Es posible, en cambio, que lo hiciese a Francia, a donde según Guicciardini fue llamado por Francisco I para trabajar como retratista en la corte. Entre 1528 y 1535 Joos van Cleve no figura en los registros del gremio de San Lucas, periodo que pudo haber pasado efectivamente en Francia, desde donde quizá viajase a Inglaterra para retratar a Enrique VIII, atribuyéndosele en este momento numerosos retratos, siempre sobrios en sus recursos.
En España está representado en el Museo Thyssen-Bornemisza de Madrid, que guarda dos de sus obras: un Autorretrato pintado hacia 1519, y un Niño de la Pasión sobre la bola del mundo, de hacia 1530. En el Museo del Prado un Retrato de anciano procedente de la colección real, que estuvo atribuido Hans Holbein el Joven, cuya obra pudo conocer Cleve en Inglaterra, y un Salvador del Mundo de atribución dudosa, que repite un modelo del Museo del Louvre. Un retrato de Doña Leonor de Austria, semejante a los conservados en el Kunsthistorisches Museum de Viena y en Hampton Court Palace se conserva en el Museo Lázaro Galdiano y en la Catedral de Santo Domingo de la Calzada un bello tríptico de la Anunciación en un marco arquitectónico característico del manierismo flamenco, con la inscripción Van der Becke, san Juan Evangelista en Patmos y san Jerónimo en las puertas laterales y la Misa de san Gregorio pintada en grisalla en las caras exteriores, visibles con el tríptico cerrado.
En Canarias, se encuentra su obra pictórica sobre las Tríptico de las Nieves, un tríptico ubicado en la Ermita de Nuestra Señora de las Nieves, en Agaete, isla de Gran Canaria, realizada por encargo de los propietarios del ingenio azucarero de la localidad, potente industria de principios del siglo XVI, cuyo propietario (Antón Cerezo) aparece retratado en el mismo tríptico junto a su familia.